# CURL
 cURL (phát âm là 'curl') là một dự án phần mềm máy tính cung cấp thư viện (libcurl) và công cụ dòng lệnh (curl) để truyền dữ liệu bằng nhiều giao thức khác nhau. cURL được phát hành lần đầu tiên vào năm 1997. cURL là chữ viết tắt của "Client URL". Nhà phát triển ban đầu và chính của cURL là Daniel Stenberg, nhà phát triển phần mềm người Thụy Điển.

## Lịch sử
cURL ban đầu được đặt tên là httpget, sau đó đổi thành urlget trước khi mang tên như ngày nay là cURL. Nhà phát triển của cURL, kĩ sư phần mềm người Thụy Điển, Daniel Stenberg tạo ra cURL với mục đích theo dõi tỉ giá hối đoái của các người dùng IRC.

## libcurl
libcurl là một thư viện phía client hỗ trợ người dùng nhiều tính năng và giao thức như cookie, DICT, FTP, FTPS, Gopher, HTTP/1 (và hỗ trợ cả HTTP/2 và HTTP/3), HTTP POST, HTTP PUT, HTTP proxy tunneling, HTTPS, IMAP, Kerberos, LDAP, MQTT, POP3, RTSP, RTMP, SCP, SMTP, và SMB. libcurl cũng hỗ trợ file URI scheme, SFTP, Telnet, TFTP, cơ chế tiếp tục truyền file nếu gặp gián đoạn (file transfer resume), FTP upload, HTTP form upload, HTTPS certificate, LDAPS, proxies, và xác thực username - password.
Thư viện libcurl cũng tương thích, hoạt động như nhau với nhiều nền tảng và hệ điều hành, như AIX, AmigaOS, Android, BeOS, BlackBerry Tablet OS và BlackBerry 10, OpenVMS, Darwin, DOS, FreeBSD, HP-UX, HURD, iOS, IRIX, Linux, macOS, NetBSD, NetWare, OpenBSD, OS/2, QNX Neutrino, RISC OS, Solaris, Symbian, Tru64, Ultrix, UnixWare, và Microsoft Windows.
Thư viện libcurl cũng có đặc tính an toàn luồng (thread-safe) và tương thích với IPv6. Việc bindings libcurl đến nay đã được thực hiện với hơn 60 ngôn ngữ, điển hình như C/C++, Java, PHP và Python.
Với các tính năng bảo mật, thư viện libcurl hỗ trợ GnuTLS, mbed TLS, NSS, gskit trên IBM, SChannel trên Windows, Secure Transport trên macOS và iOS, SSL/TLS thông qua OpenSSL, Boringssl, libressl, AmiSSL, wolfSSL, BearSSL và Mesalink.

## cURL
cURL là một lệnh cho phép lấy hoặc gởi dữ liệu như file thông qua các cú pháp URL. Do sử dụng libcurl, nó hỗ trợ tất cả mọi giao thức mà libcurl hỗ trợ.
Mặc định, cURL hỗ trợ HTTPS và thực hiện xác thực với SSL (SSL certificate) khi người dụng sử dụng HTTPS. Khi cURL kết nối tới một remote server thông qua HTTPS, nó sẽ có được chứng thực (certificate) của server, sau đó kiểm tra CA certificate của server để xác minh server đó có thực sự là server cần truy cập không. Một vài gói cURL được đóng gói với file CA certificate. Dòng lệnh cURL hỗ trợ thêm các tùy chọn để chỉ ra CA certificate như—cacert và—capath. Tùy chọn—cacert có thể được dùng để chỉ ra vị trí lưu file CA certificate. Trên Windows, nếu một file CA certificate không được chỉ định, cURL sẽ tìm file CA certificate với tên “curl-ca-bundle.crt” trong các thư mục sau theo trình tự:
1. Thư mục lưu chương trình cURL
2. Thư mục làm việc hiện tại
3. Thư mục hê thống Windows (Windows system directory)
4. Thư mục Windows (Windows directory)
5. Các thư mục được lưu trong biến môi trường %PATH%[12]

cURL sẽ trả về error message nếu remote server sử dụng certificate tự xác thực (self-signed certificate), hoặc nếu certificate của remote server không được kí bởi một CA trong CA cert file. Tùy chọn -k hoặc—insecure sẽ được dùng để bỏ qua quá trình xác thực certificate. Thay vào đó, nếu remote server được tin tưởng, CA certificate của remote server sẽ được thêm vào file CA certificate.

## Ví dụ
Một chương trình cơ bản với cURL để lấy thông tin trả về từ URL example.com:
```
$ curl www.example.com

```

Mặc định, kết quả trả về từ cURL được hiển thị trên cửa sổ command prompt (khi nhập chương trình trên trên command prompt). Do đó, khi chạy chương trình trên sẽ trả về mã nguồn của www.example.com trên cửa sổ command prompt. Cờ -o được dùng để lưu kết quả trả về vào một file:
```
$ curl -o example.html www.example.com

```